# Paul Ciobanu
Paul Ciobanu (n. 26 iunie 1949) este un deputat român în legislatura 1990-1992, ales în județul Mureș pe listele partidului PUNR. În cadrul activității sale parlamentare, Paul Ciobanu a fost membru în grupurile parlamentare de prietenie cu Australia, Republica Coreea, Franța, Republica Federală Germania.